# Kulturní diplomacie

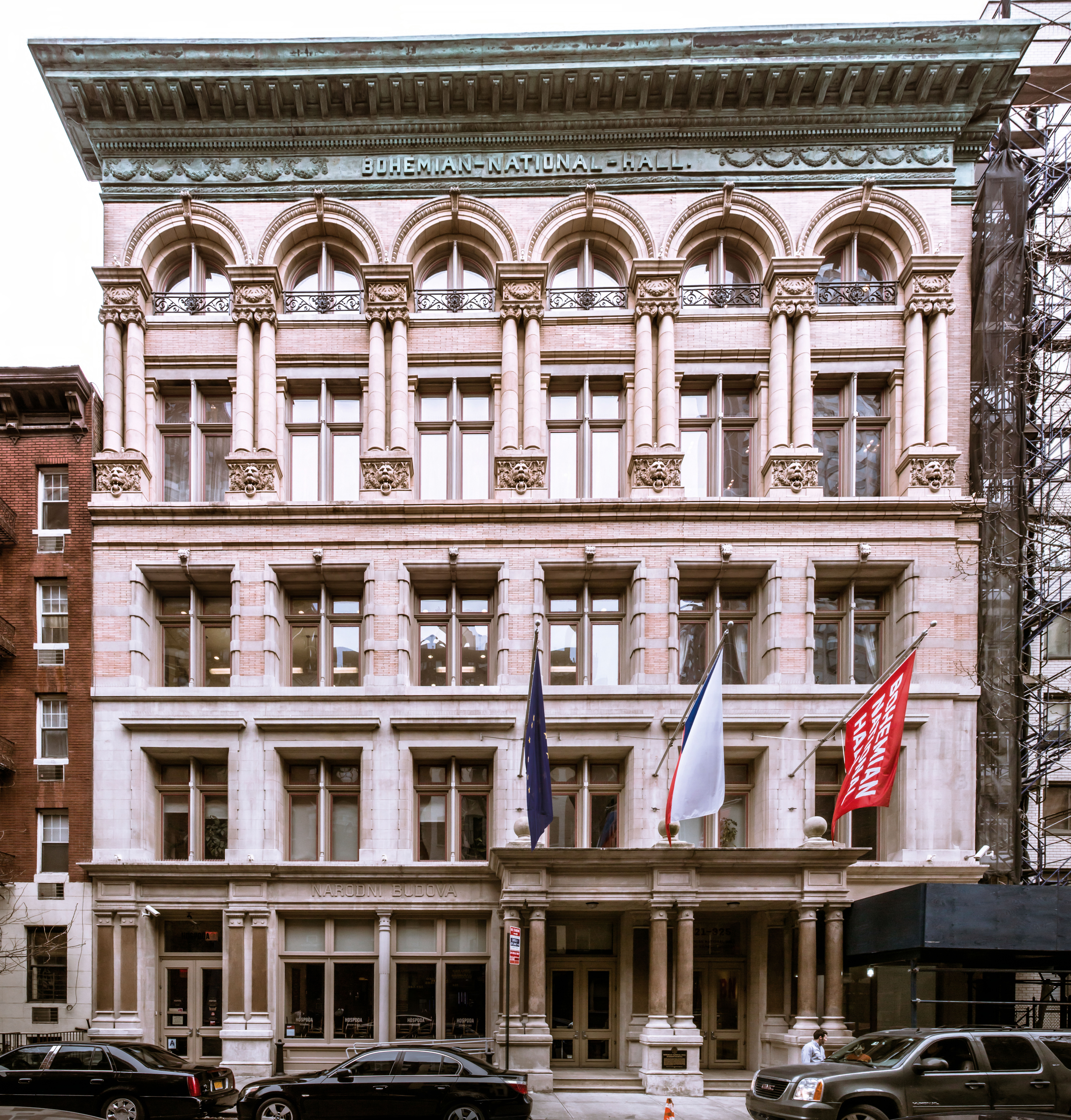
České centrum v New Yorku

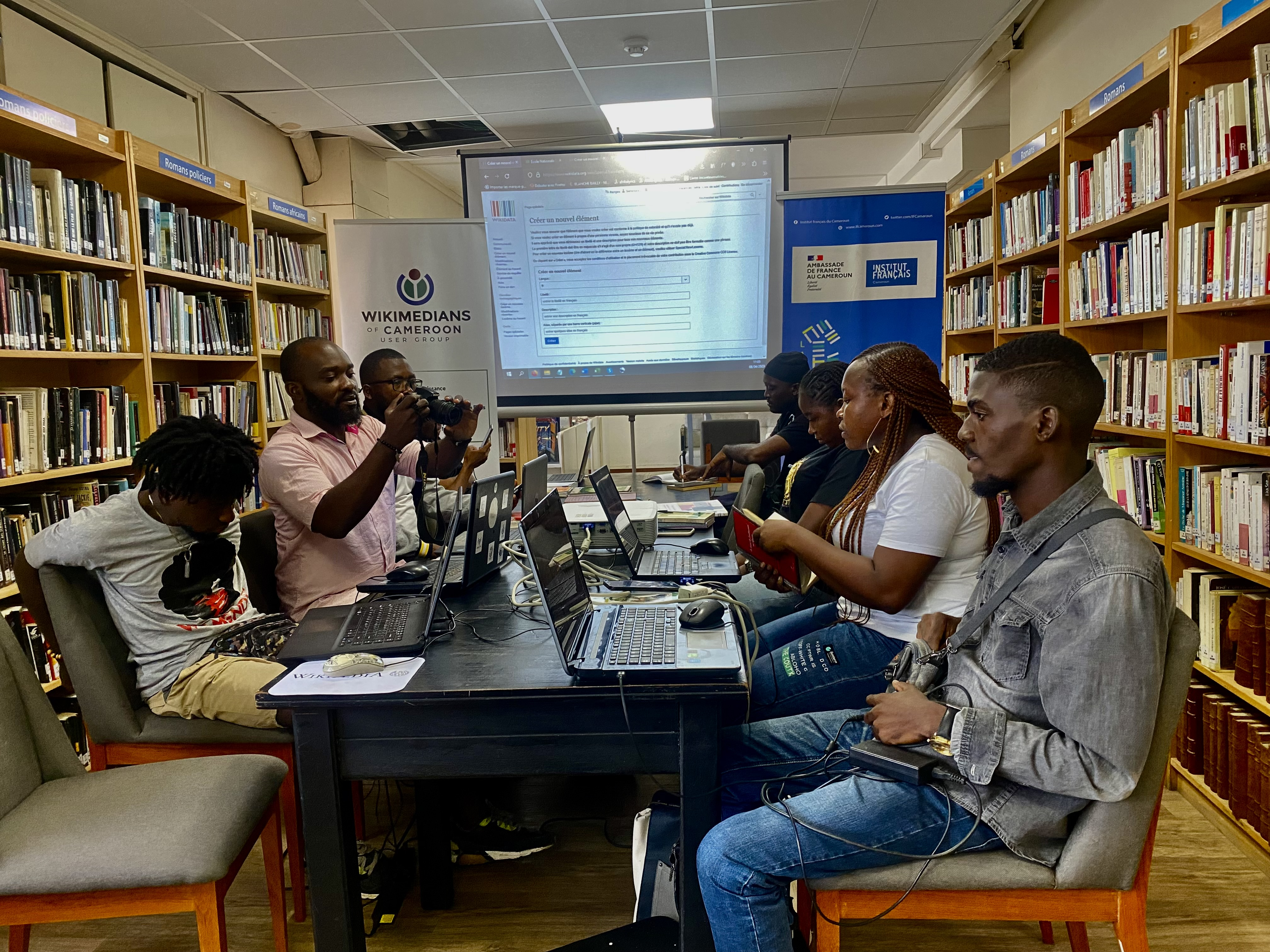
Wikipedická akce ve Francouzském institutu v Kamerunu

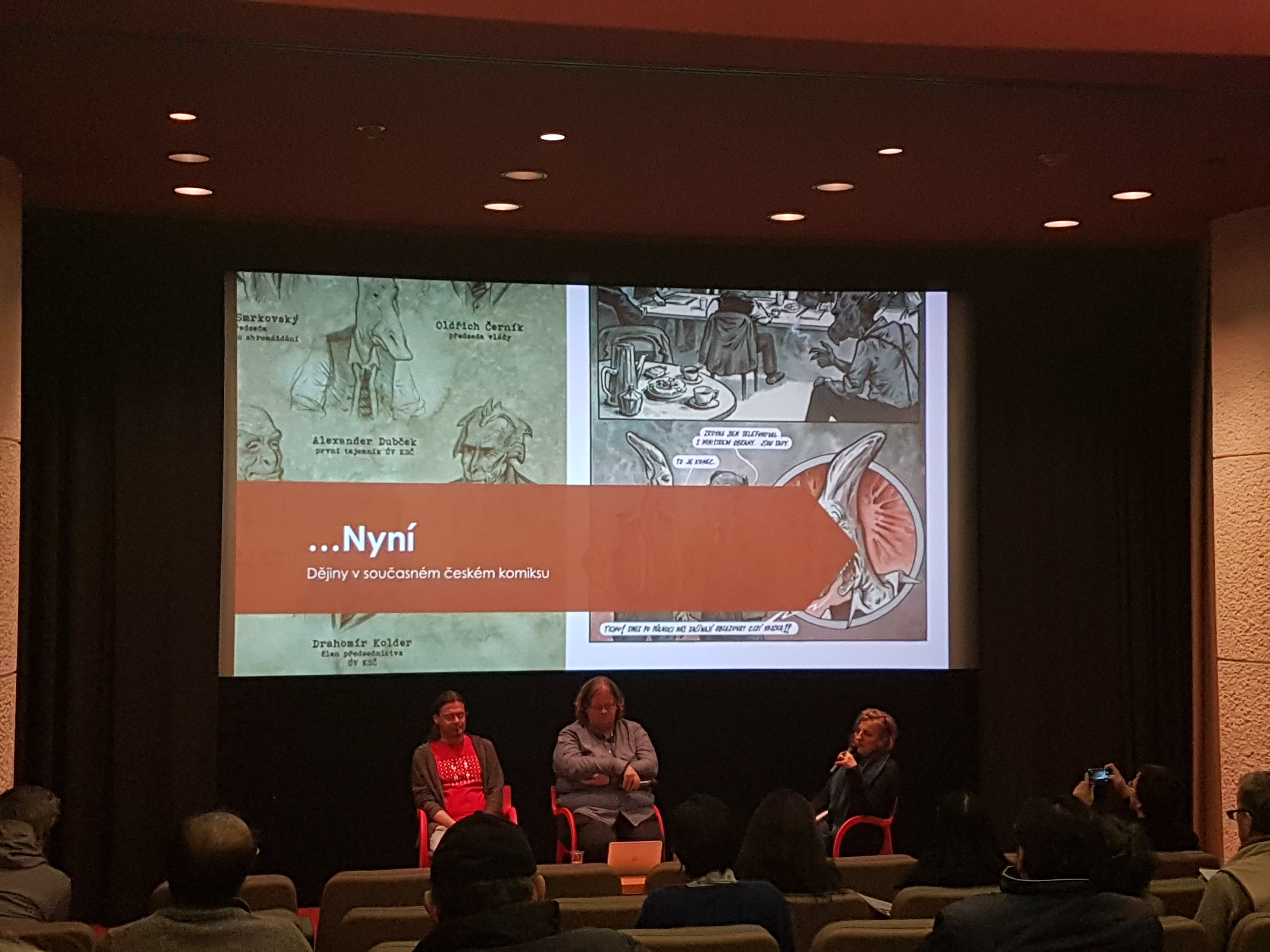
Přednáška 100 let českého komiksu v Českém centru v Tokiu roku 2018

Kulturní diplomacie je druh veřejné diplomacie, státní propagandy, státního marketingu či tzv. měkké síly uplatňované nějakým státním útvarem. Jejím cílem je rozvíjet u jiných národů porozumění národnímu životu a národním ideálům, a tím v konečném důsledku podporovat ekonomické, bezpečnostní či politické cíle státu. Činí se tak obvykle propagací kultury (včetně dotací překladů knih, pořádání výstav atp.), výukou jazyka, návštěvnickou politikou (studentské výměny, stipendia pro zahraniční studenty, rezidenční pobyty umělců apod.), účastí na mezinárodních výstavách typu Expo apod.

## Instituce
K nejznámějším nástrojům americké kulturní diplomacie patří například Fullbrightův program, který se soustřeďuje na vědeckou spolupráci a univerzity. Francouzská kulturní diplomacie je tradičně orientována na šíření znalosti francouzštiny, především skrze organizaci Alliance française. V Česku je nejtradičnějším podobným projektem Letní škola slovanských studií. Některé státy se také soustřeďují na budování kulturních center v zahraničí, která propagují hlavně národní kulturu (literaturu, film, výtvarné umění): Česká centra, Institut français, British Council, Goethe-Institut, Österreichisches Kulturforum, Instituto Cervantes, Instituto Camões, Società Dante Alighieri, Svenska institutet, Slovenský institut, Balassi Intézet, Konfuciův institut ad. Takové centra se stávají obvykle místem seminářů, přednášek, filmových projekcí, koncertů, výstav. Často je vstup na takové akce zdarma. Často tato centra rovněž zprocesovávají různé dotační programy a výměnné pobyty.

## Formy
Kulturní diplomacie může zahrnovat i sport (pingpongová diplomacie, zájezd československých fotbalistů do Sovětského svazu ve 30. letech k podpoře Benešovy zahraniční politiky vůči SSSR od roku 1935 apod.). Kulturní diplomacii provozují vlády, ale i soukromé subjekty či nevládní organizace mohou vyvíjet aktivity, které mají stejné dopady jako vládní kulturní diplomacie, byť nemusí mít takto definované cíle. Obecně každá kulturní aktivita v zahraničí, dokonce i na úrovni jedince, může plnit funkci kulturní diplomacie. Obvykle se též uvádí, že kulturní diplomacie zvyšuje porozumění mezi národy a otupuje konflikty mezi státy, takže má i všelidskou hodnotu překračující pouhou státní propagaci. Kulturní diplomacie se více zaměřuje na vzdálenější horizonty a méně se snaží ovlivňovat aktuální politické problémy mezi dvěma státy. Částečně se cíle kulturní diplomacie mohou prolínat například s propagací země jako turistické destinace nebo s podporou exportu, tedy s bezprostředními ekonomickými zájmy státu. Někdy se kulturní diplomacie může soustředit na propagaci spíše širšího kulturního okruhu (západní svět, Evropská unie, střední Evropa), a to především v zemích, které jsou kulturně a hodnotově velmi vzdálené. Taková kulturní diplomacie může být koordinována s jinými státy - příkladem může být Visegrádský fond. Zejména v nedemokratických režimech mohou být instituce kulturní diplomacie propojeny s tvrdšími formami státní propagandy nebo dokonce aktivitami tajných služeb. Takové instituce se mohou pokoušet i o neetické aktivity (uplácení médií, aby se o zemi nepsalo negativně, uplácení vysokých škol apod.). Takové případy jsou spojovány především s komunistickou Čínou. V demokratických systémech může být kulturní diplomacie někdy naopak provázena kritikou a nedůvěrou, bývá dehonestována jako zbytečně nákladná, zbytná a neefektivní. Zajímavostí je, že kulturní diplomacie může využívat různými způsoby i wikipedii.